# カール・ハインツ・カイテル
カール・ハインツ・カイテル（Karl Heinz Keitel、1914年1月2日 - ?）は、ドイツの軍人。最終階級は親衛隊中佐。父は国防軍最高司令部（OKW）総長を務めた、ヴィルヘルム・カイテル陸軍元帥。

## 経歴
当時ドイツ帝国陸軍の青年将校だった父ヴィルヘルムとハノーファーの資産家の娘リーザ・フォンテーン（Lisa Fontaine）夫妻の長男としてヴォルフェンヴュッテルに生まれる。1934年にドイツ陸軍に入隊し、さまざまな騎兵部隊に所属した。1938年に父の親友で国防相を務めたヴェルナー・フォン・ブロンベルク陸軍元帥の娘と結婚し、1男3女を儲けた。
第二次世界大戦勃発後の1943年に騎兵学校に任命され、大隊長を務め、後に北部騎兵連隊（Kavallerie-Regiment Nord）の連隊長に昇進した。大戦後期の1944年8月に武装親衛隊に転属され、第22SS義勇騎兵師団「マリア・テレジア」隷下の第17SS義勇騎兵連隊の指揮官に任命され、ハンガリーで戦った。11月には第22SSは第8SS騎兵師団「フロリアン・ガイエル」と合併し、ブダペストの守備にあたった（ブダペストの戦い）。12月12日、赤軍との防衛戦で負傷、戦傷章黒章を叙勲した。1945年3月には第6SS装甲軍隷下の第37SS義勇騎兵師団「リュッツォウ」の約2000人の残余から編成された戦闘団を指揮し、オーストリアのウィーナー・ノイシュタットで防戦に当たり、最終的にアメリカ軍に降伏。

## 文献
- Gordon Williamson, The Waffen-SS (3), 11. to 23. Division, Osprey Publishing, 2004. ISBN 978-1-84176-591-4.
- Gordon Williamson, The Waffen-SS (4), 24. to 38. Division, Osprey Publishing, 2004. ISBN 1-84176-592-9.